# Vincelles, Jura
Vincelles är en kommun i departementet Jura i regionen Bourgogne-Franche-Comté i östra Frankrike. Kommunen ligger i kantonen Beaufort som tillhör arrondissementet Lons-le-Saunier. År 2018 hade Vincelles 391 invånare.

## Befolkningsutveckling
Antalet invånare i kommunen Vincelles
Referens:INSEE